# Fucaria
Fucaria is een geslacht van weekdieren uit de klasse van de Gastropoda (slakken).

## Soorten
- Fucaria mystax Warén & Bouchet, 2001
- Fucaria striata Warén & Bouchet, 1993